# Steffenshagen
Steffenshagen település Németországban, Mecklenburg-Elő-Pomeránia tartományban, az Amt Bad Doberan-Land-hoz tárózik Lakosainak száma 570 fő (2023. december 31.).

## A település részei
- Nieder Steffenshagen
- Ober Steffenshagen

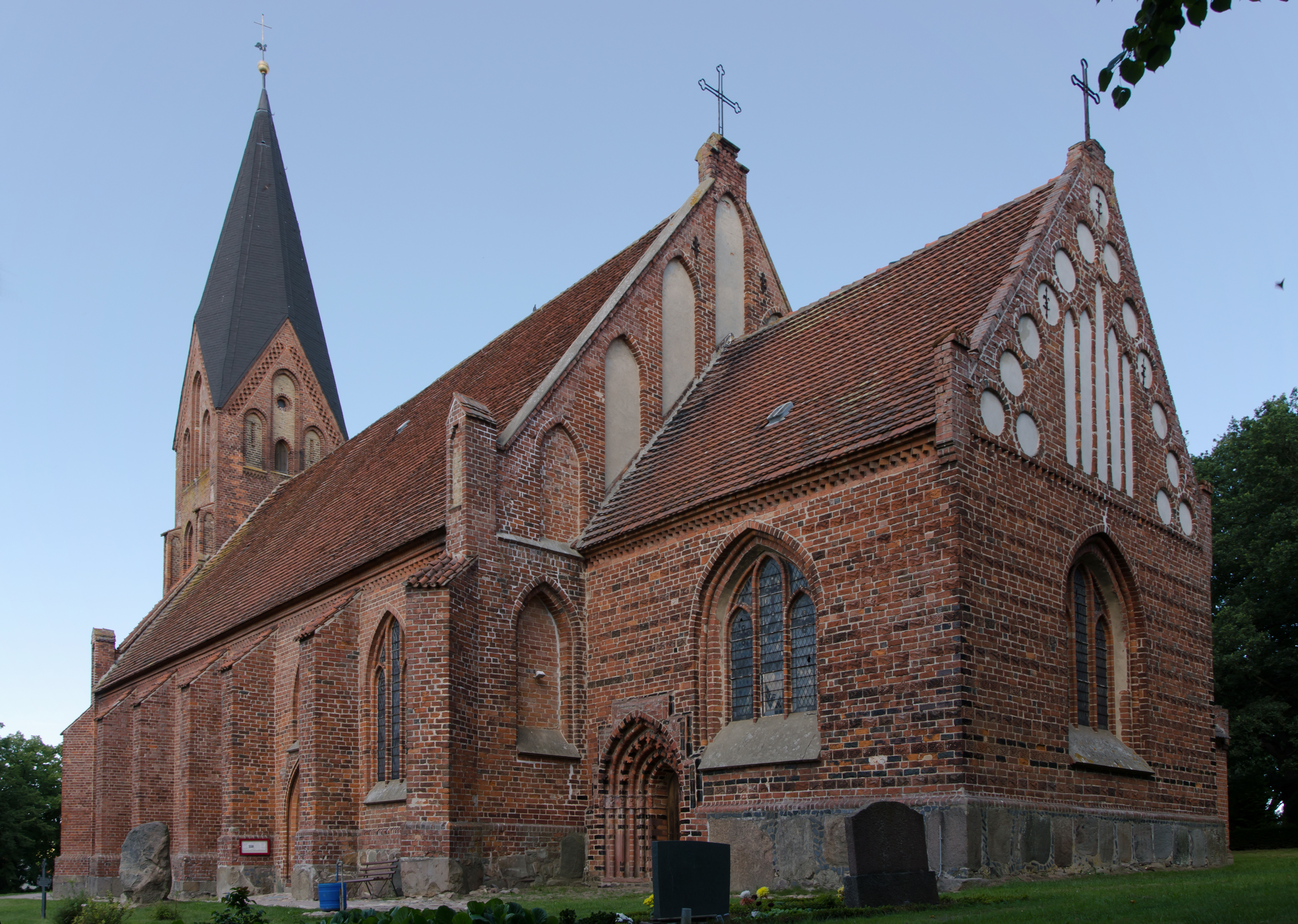
Kirche
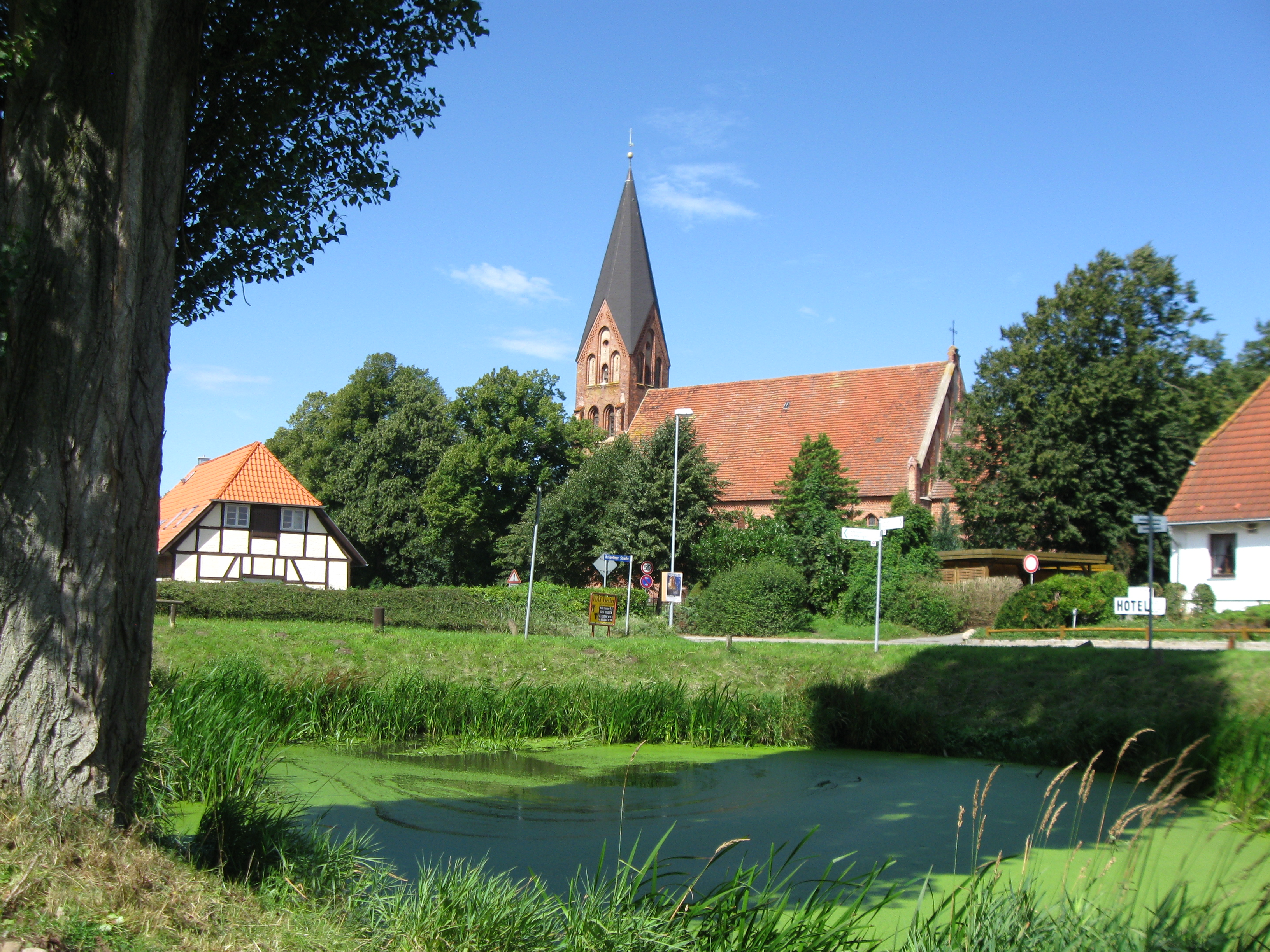
Dorfmitte von Steffenshagen
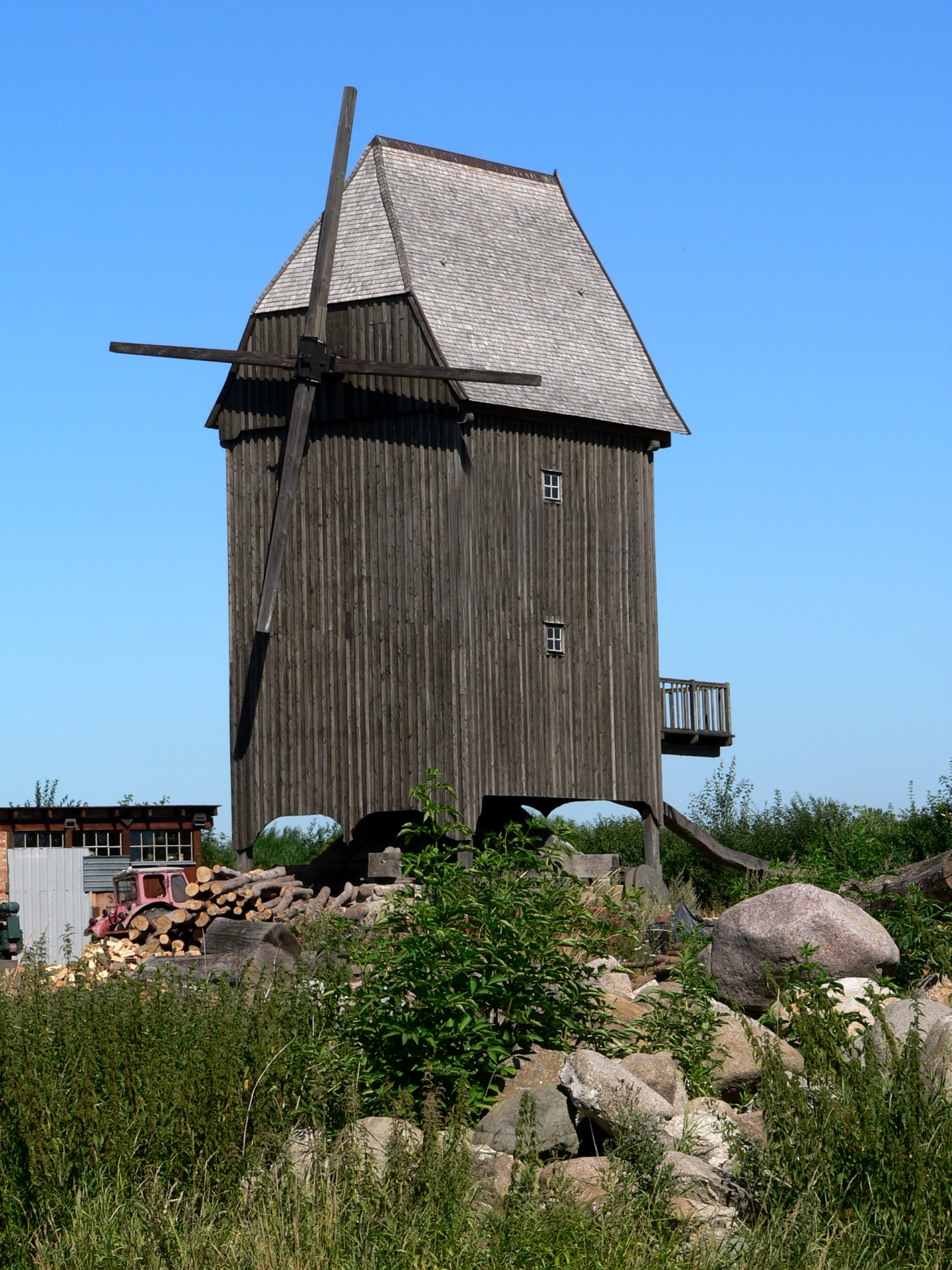
Bockwindmühle in Steffenshagen
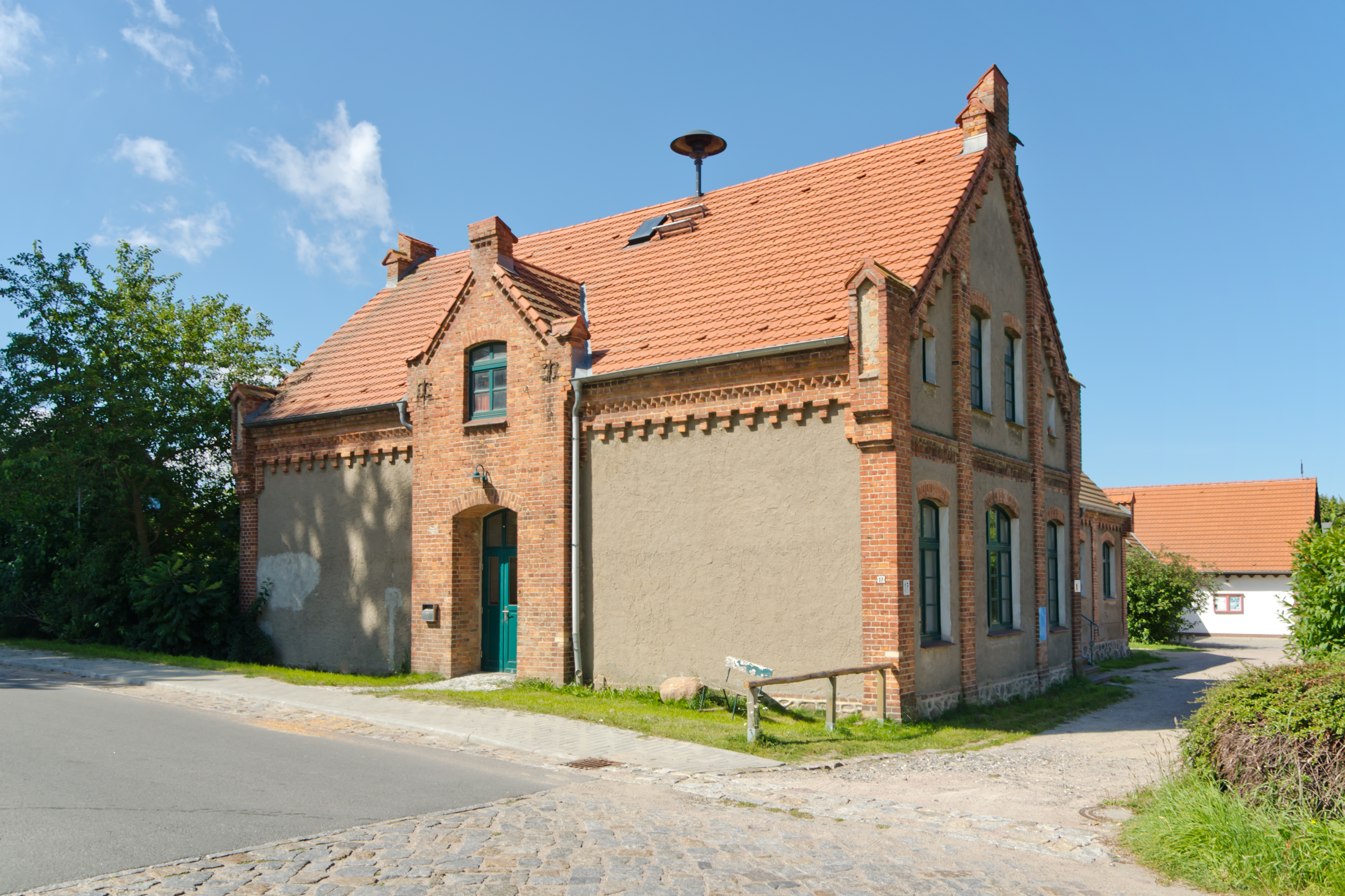
Alte Schule in Niedersteffenshagen
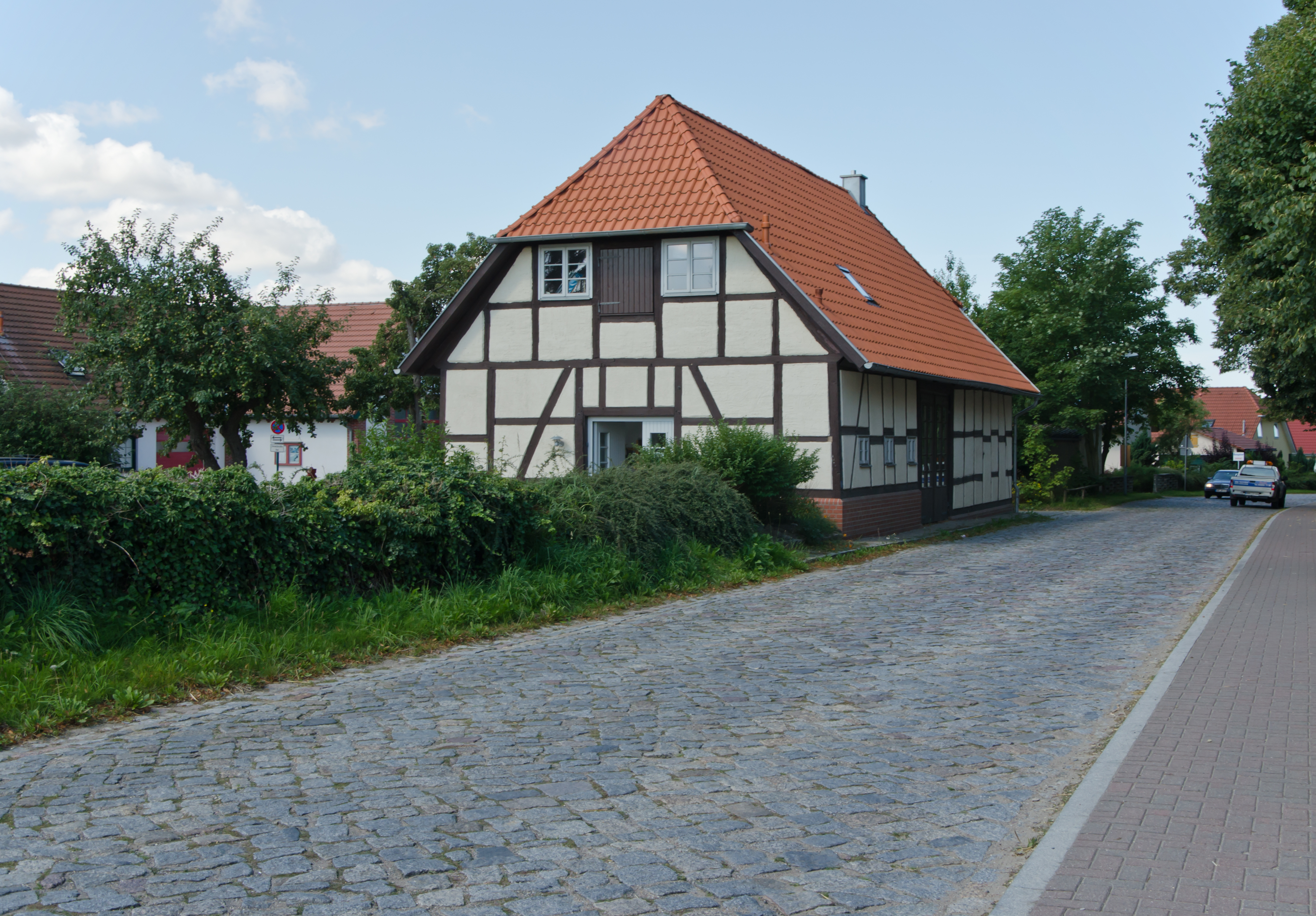
Pflasterstraße in Steffenshagen
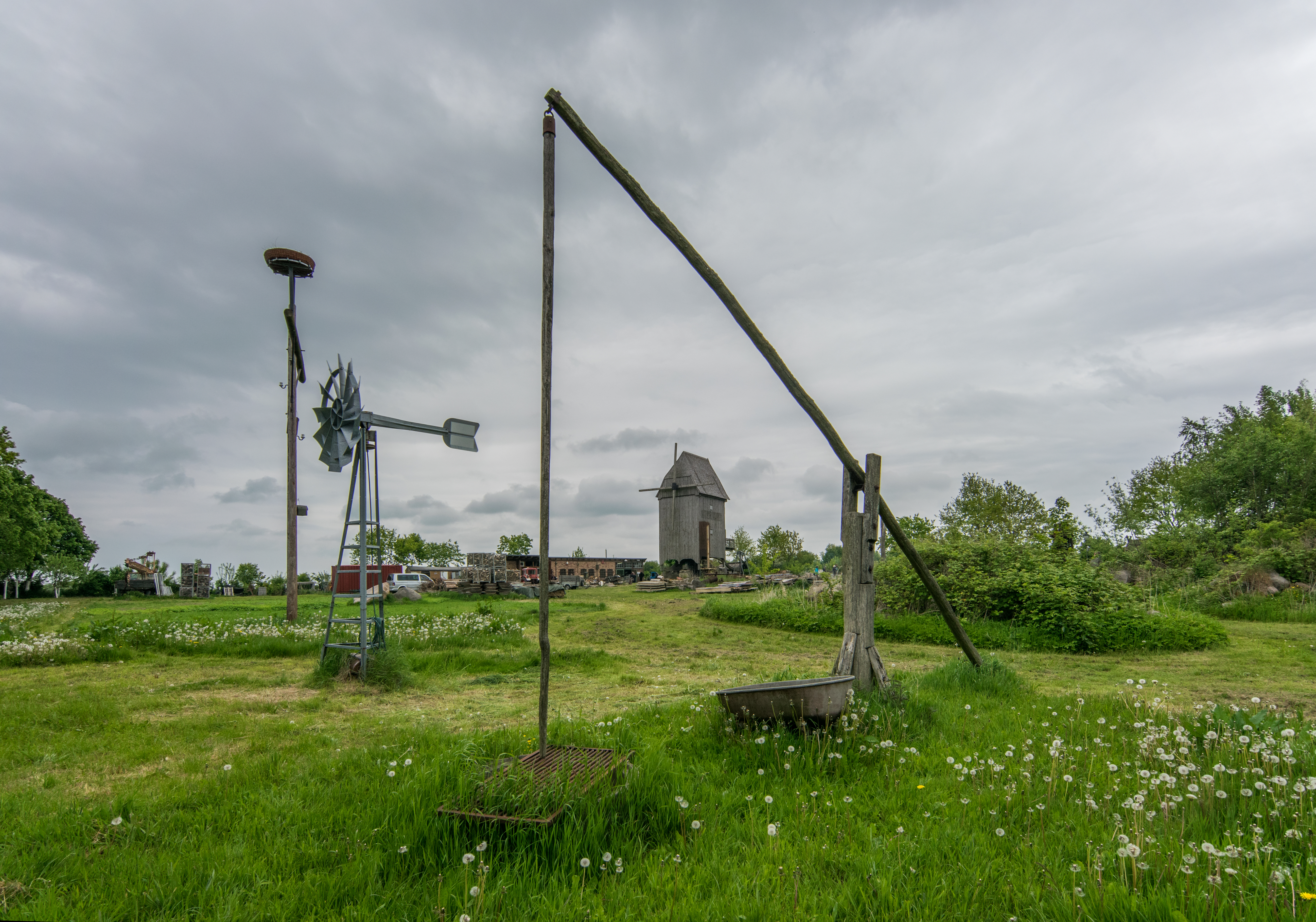
Ziehbrunnen

## Népesség
A település népességének változása:
| Lakosok száma | 509  | 525  | 557  | 578  | 570  |
|               | 2017 | 2019 | 2021 | 2022 | 2023 |